# Alex Abreu
 Alexander Abreu Vázquez (Bayamón, 14 de agosto de 1991) es un jugador de baloncesto puertorriqueño que pertenece a la plantilla de los Vaqueros de Bayamón del Baloncesto Superior Nacional. Su posición en el baloncesto es la de base. Mide 1,80 m de altura y pesa 70 kg.

## Biografía
Comenzó su carrera de jugador de baloncesto entre los equipos universitarios de Akron Zips (2010-13) y West Georgia Wolves (2013-14). En la temporada 2014-15, debutaría como profesional en los Maratonistas de Coamo de su país y la siguiente temporada, jugaría en los Santeros de Aguada.
Comenzaría la temporada 2016-17 en Santeros de Aguada, pero cambiaría de equipo para jugar en México en las filas de Panteras de Aguascalientes dentro de la LNBP. Al final de temporada se marcha al equipo venezolano de Guaros de Lara para jugar los play-off y Liga América.
Más tarde, Abreu da el salto a Europa y jugó la temporada 2017-18 en la segunda división de Francia con el Orléans Loiret Basket antes de sufrir una lesión en una rodilla que no le permitió terminar la campaña. En su primera temporada en Francia tuvo un buen desempeño al promediar 11.8 puntos con 6.5 asistencias y robar 1.7 balones por partido.
Tras recuperarse de su lesión de rodilla, el base puertorriqueño firma por el Champagne Châlons Reims Basket de la Liga Nacional de Baloncesto de Francia para disputar la temporada 2018-19.

## Palmarés
- Campeón de la Liga de las Américas (2017)